# Station Ystad
Ystad is een station in het centrum van de Zweedse stad Ystad dat werd geopend in 1865. Vanuit het station loopt de  Ystadlijn naar het westen en de Österlenlijn naar het oosten. Het wordt bediend door Pågatåg lijn 6 tussen Malmö en Simrishamn. Sommige ritten eindigen in Ystad.
Het stationsgebouw werd ontworpen door de Deense architect Ludvig Vold en werd voltooid in 1865.

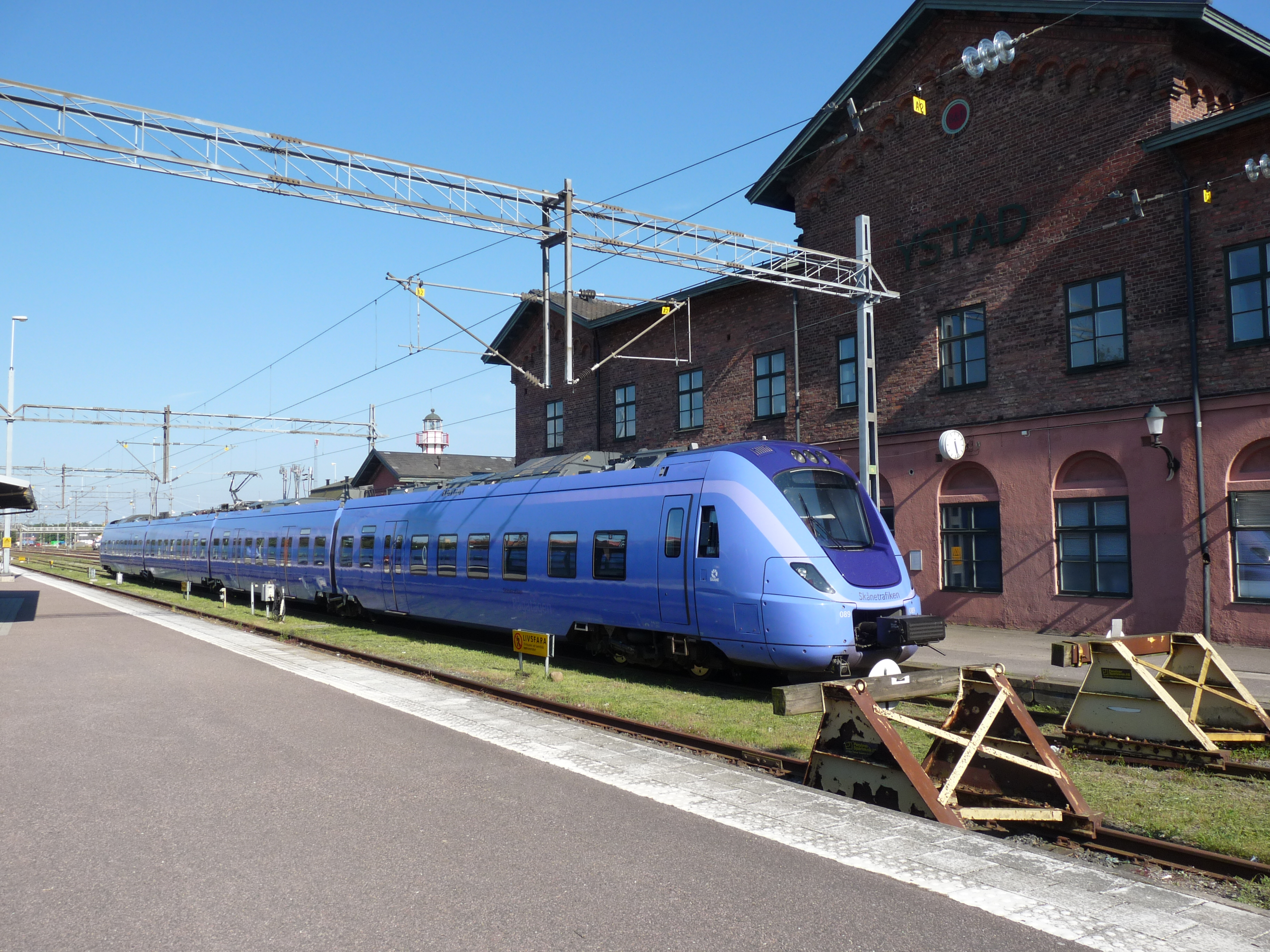
De kopsporen met een treinstel van Pågatåg.
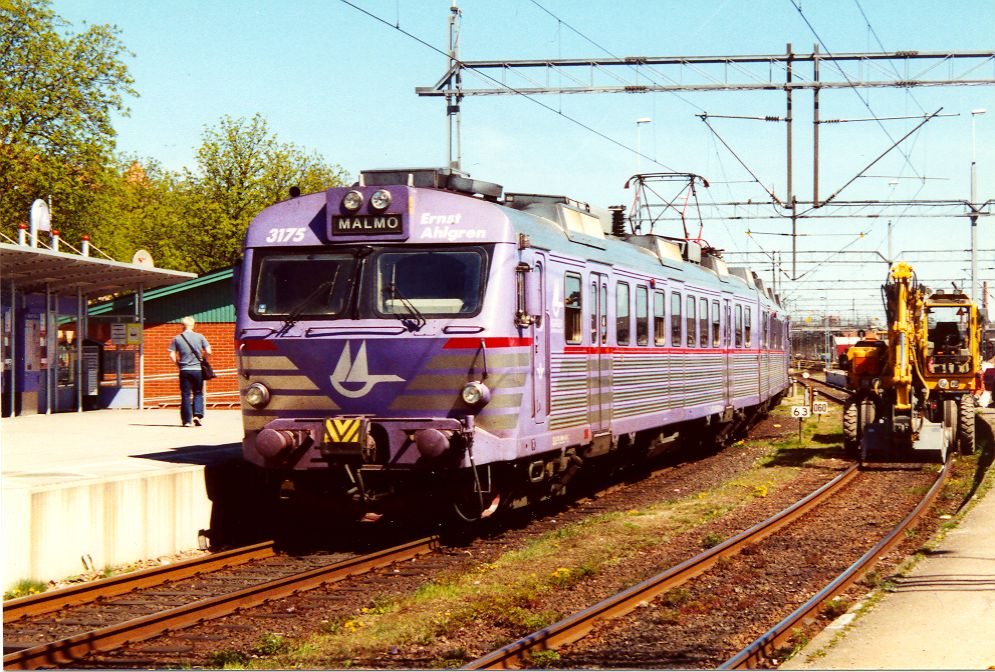
De doorgaande sporen met een X11.
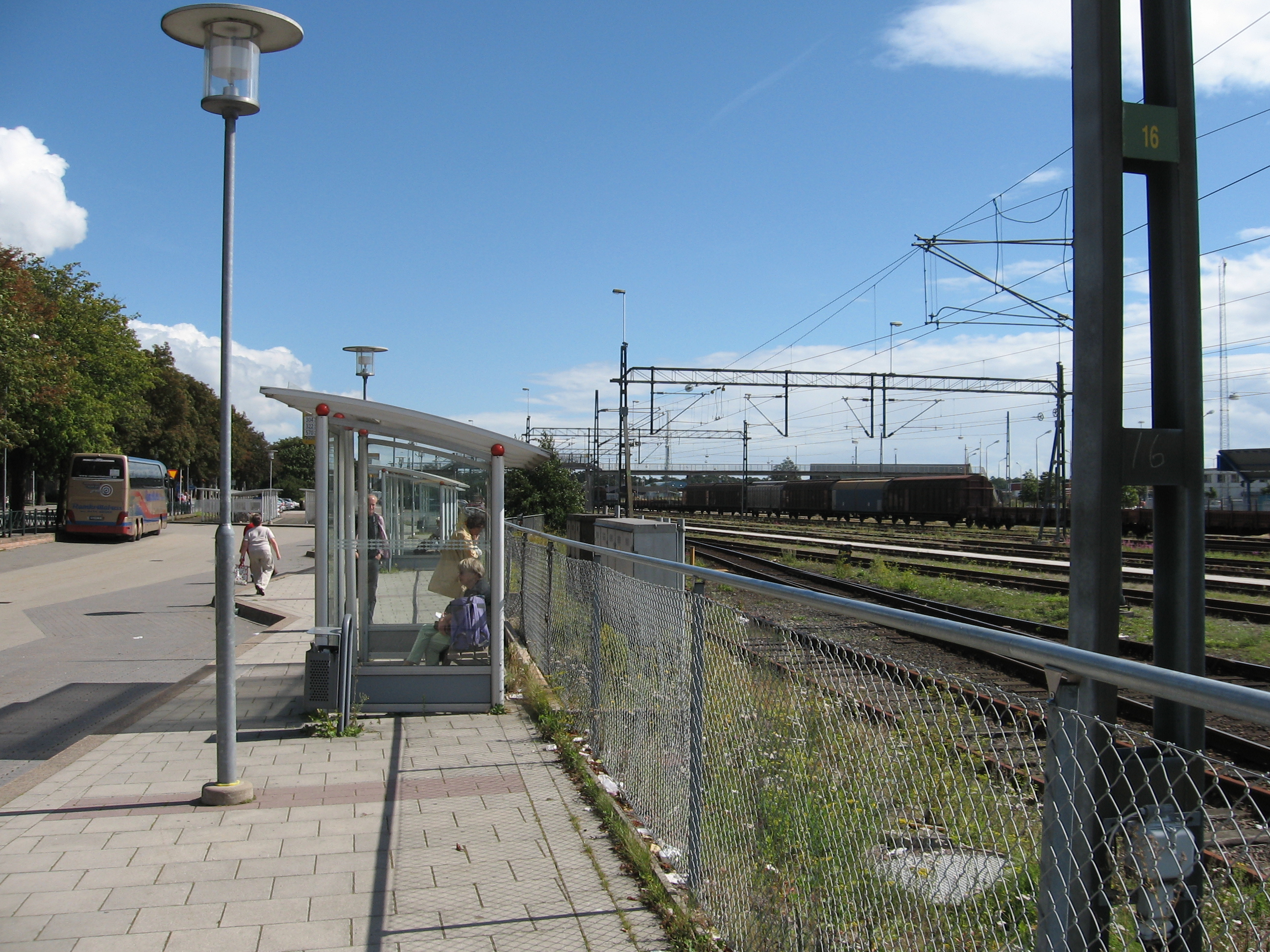
Het emplacement aan de oostkant.